# Jean-Clair Todibo
Jean-Clair Todibo (Cayenne, 30 december 1999) is een Frans voetballer die doorgaans als centrale verdediger speelt. Hij verruilde FC Barcelona in de zomer van 2021 voor OGC Nice, dat hem in de zomer van 2024 verhuurde aan West Ham United.

## Clubcarrière

### Toulouse
Todibo verruilde in 2016 de jeugdopleiding van FC Les Lilas voor die van Toulouse. Hiervoor debuteerde hij op 19 augustus 2018 in de Ligue 1, in de streekderby tegen Girondins Bordeaux. Hij maakte op 30 september 2018 zijn eerste competitietreffer, tegen Stade Rennais.

### FC Barcelona
Op 8 januari 2019 werd bekend dat FC Barcelona Todibo per 1 juli 2019 transfervrij over zou nemen. Hij sloot zich echter op 31 januari 2019 al aan bij de Spaanse club. Nadat hij vier competitiewedstrijden in actie kwam in geheel 2019, verhuurde Barcelona Todibo in januari 2020 voor een halfjaar aan FC Schalke 04. Todibo werd opnieuw verhuurd aan SL Benfica en OGC Nice. 

### OGC Nice
Hetzelfde OGC Nice nam Todibo in 2021 definitief over van FC Barcelona. Op 18 september 2022 werd hij in een wedstrijd tegen Angers SCO na negen seconden van het veld gestuurd, de snelste rode kaart in de geschiedenis van de Ligue 1.

### West Ham United
In de zomer van 2024 huurde West Ham United Todibo voor een seizoen van Nice, met een verplichte koopoptie in de volgende zomer. 

## Clubstatistieken
| Seizoen        | Club              | Competitie       | Competitie | Competitie | Beker | Beker | Internationaal | Internationaal | Totaal | Totaal |
| Seizoen        | Club              | Competitie       | Wed.       | Dlp.       | Wed.  | Dlp.  | Wed.           | Dlp.           | Wed.   | Dlp.   |
| -------------- | ----------------- | ---------------- | ---------- | ---------- | ----- | ----- | -------------- | -------------- | ------ | ------ |
| 2018/19        | Toulouse          | Ligue 1          | 10         | 1          | 0     | 0     | –              | –              | 10     | 1      |
| 2018/19        | FC Barcelona      | Primera División | 2          | 0          | 0     | 0     | –              | –              | 2      | 0      |
| 2019/20        | FC Barcelona      | Primera División | 2          | 0          | 0     | 0     | 1              | 0              | 3      | 0      |
| 2019/20        | → Schalke 04      | Bundesliga       | 8          | 0          | 2     | 0     | –              | –              | 10     | 0      |
| 2020/21        | → Benfica         | Primeira Liga    | 0          | 0          | 2     | 0     | –              | –              | 2      | 0      |
| 2020/21        | → OGC Nice        | Ligue 1          | 15         | 1          | 2     | 0     | –              | –              | 17     | 1      |
| 2021/22        | OGC Nice          | Ligue 1          | 36         | 1          | 4     | 0     | –              | –              | 40     | 1      |
| 2022/23        | OGC Nice          | Ligue 1          | 34         | 0          | 1     | 0     | 11             | 0              | 46     | 0      |
| 2023/24        | OGC Nice          | Ligue 1          | 30         | 3          | 3     | 0     | –              | –              | 33     | 3      |
| 2024/25        | → West Ham United | Premier League   | 0          | 0          | 0     | 0     | 0              | 0              | 0      | 0      |
| Carrièretotaal | Carrièretotaal    | Carrièretotaal   | 137        | 6          | 14    | 0     | 12             | 0              | 163    | 6      |

Bijgewerkt op 14 augustus 2024.

## Erelijst
| Primera División | 1x | 2018/19 |